# Paulus Drewes
Bror Paulus Fritjof Drewes, född 15 mars 1864 i Helsingborg, död 20 juli 1934 i Landskrona, var en svensk fabrikör och skyttefrämjare.
Paulus Drewes var son till handlaren Johan Drewes. Han arbetade 1878-1885 som sjöman men slog sig därefter ned i Stockholm där han arbetade i bageri 1885-1892. Drewes var därefter speditör och kontrollant hos firman G. A. Du Rietz och som försäljare hos Ångkvarnsaktiebolaget Victoria 1896-1904. Han innehade 1904-1912 firman A. Carlssons bagerier och var även verksam som kommunalpolitiker i Stockholm, bland annat som stadsfullmäktig 1908-1910 och 1918-1919 samt som ledamot av taxeringsnämnden 1907-1919. Därutöver stödde Drewes den kulturella ungdomsrörelsen och landstormen och särskilt den frivilliga skytterörelsen. Han tillhörde den frivilliga skytterörelsen från 1889 och deltog fram till 1907 själv som aktiv skytt men gjorde sin främsta insats som insamlare av medel till verksamheten, och samlade själv in omkring 500.000 kronor till rörelsen. Han var även aktiv som organisatör och var ordförande i organisationskommittén för riksskyttetävlingarna 1906, 1910, 1915 och 1919 och var ledare för de svenska olympiaskyttarna 1912. Han deltog även i kommittén för utarbetande av en enhetlig skyttedräkt 1913-1914. Drewes var även mycket engagerad i de på Harald Sohlmans initiativ tillkomna skyttetävlingarna mellan de nordiska huvudstäderna. Han tilldelades 1928 Illis quorum.